# Bell 429
Le Bell 429 est un hélicoptère bimoteur léger construit par l'hélicoptèriste américain Bell Helicopter.

## Historique
Après l'échec commercial du Bell 427 face aux EC135, Agusta 109 et MD900, Bell lança en 2005 le projet d'un hélicoptère biturbine léger polyvalent visant à remplacer le Bell 427 et ainsi entrer en concurrence avec les constructeurs européens et américain.
Le cahier des charges comprenait un glass cockpit, un pilote automatique 3 axes, une certification IFR mono et bi pilote, des performances en cas de panne moteur qui lui permettent des décollages de Catégorie A à la masse maximale depuis des hélistations au sol, en terrasse, ou depuis des aéroports situés en altitude et par temps chaud. La conception de la cabine a bénéficié d'une étude poussée afin d'offrir à l'hélicoptère une modularité qui lui permet de couvrir un éventail de missions très varié.
Le premier vol du Bell 429 a eu lieu le 27 février 2007 à Montréal. Après un peu plus de deux ans d'essais effectués sur 3 prototypes, le Bell 429 a obtenu sa certification FAA le 7 juillet 2009 et sa certification européenne EASA le 28 septembre 2009.
La première livraison a eu lieu le 7 juillet 2009 avec Air Methods comme client de lancement.
Une version à train rentrant a effectué son premier vol le 18 mars 2013.
En France, le premier Bell 429 est livré à la société Héli-Sécurité (basé à Grimaud) en septembre 2014. Il est doté d'une configuration "VIP". La société Inaer France (spécialiste du secours médicalisé) a reçu deux appareils en 2015, destinés aux SAMU 44 de Nantes et SAMU 34 de Montpellier.
En novembre 2015, 270 Bell 429 ont été construits. En juillet 2018, 325 ont été livrés qui ont effectué 330 000 heures dans les forces militaires, de police et de secours médicales dans 42 pays. Début janvier 2022, une flotte de plus de 400 appareils a franchi les 400 000 heures de vol. Le 500e est annoncé livré en juillet 2024.

## Description

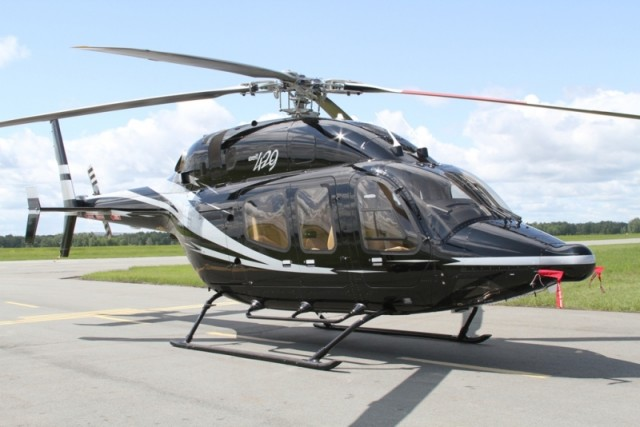
Bell 429 privé au parking

Le Bell 429 est un biturbine léger de dernière génération. Il rencontre un franc succès sur le marché du secours en raison de sa vaste cabine offrant une modularité et une ergonomie appréciée dans le milieu. Il est également équipé de portes coquilles à l'arrière de la cellule facilitant ainsi le chargement du brancard en configuration sanitaire ou des bagages en configuration VIP.
Sa cabine permet d'accueillir jusqu'à 7 passagers et 1 pilote.
Il est équipé d'un rotor principal à 4 pales et d'un rotor anti-couple également à 4 pales.
Le Bell 429 est disponible en version standard, c'est-à-dire avec des patins ou en version WLG  avec un train rentrant tricycle.
La version "à roues" lui permet de gagner environ 5 nœuds en vitesse mais le mécanisme du train d’atterrissage réduit considérablement la charge utile de la machine.

## Utilisateurs
- Australie: Forces aériennes de la marine australienne (3 au sein du 723 Squadron RAN retiré en mars 2019 après 6 ans et demi de service)[7],[8], Blesk Aviation[9].

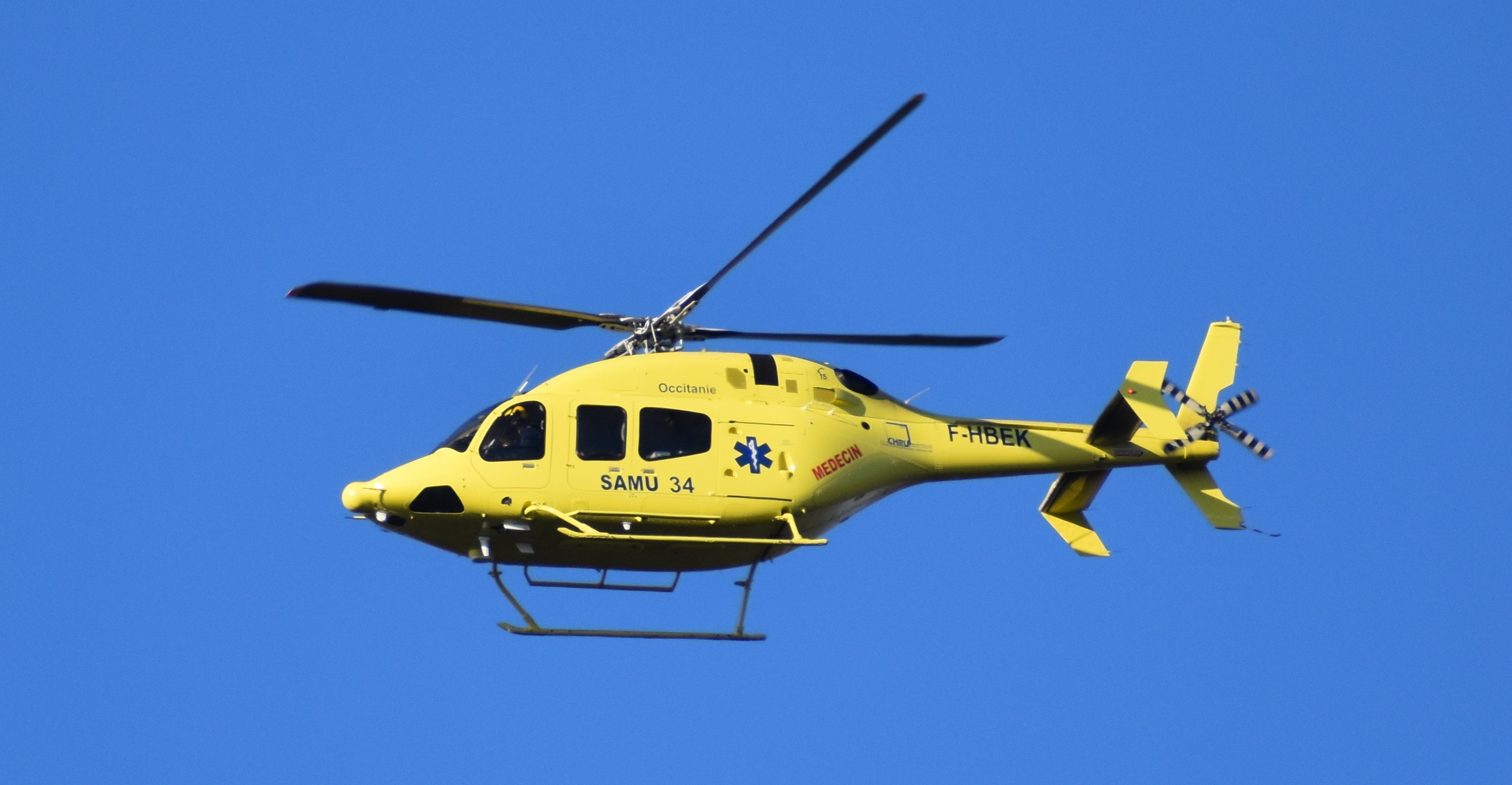
Hélicoptère du SAMU 34 basé à Montpellier depuis 2015.

- Hélicoptère du SAMU 34 basé à Montpellier depuis 2015[10]. Canada : Garde côtière canadienne (15 exemplaires à partir de mai 2015 pour 172 millions de dollars canadiens)[11]
- France : Héli-Sécurité[12], Inaer France
- États-Unis: Air Methods, Fairfax County Police, Texas A&M University
- Koweït: Ministère de la santé[13]. Les deux appareils sont livrés en condition EMS (services médicaux d'urgence). Ils seront sous-traités par la société Al-Safwa Security and Defense Systems.
- Royaume-Uni: National Grid[14]
- Suisse: Air Zermatt[15], Héli-Alpes SA
- Slovaquie: Ministère de l'Intérieur (en commande)
- Tunisie: 3 au sein de la Garde Nationale[16]

## Galerie

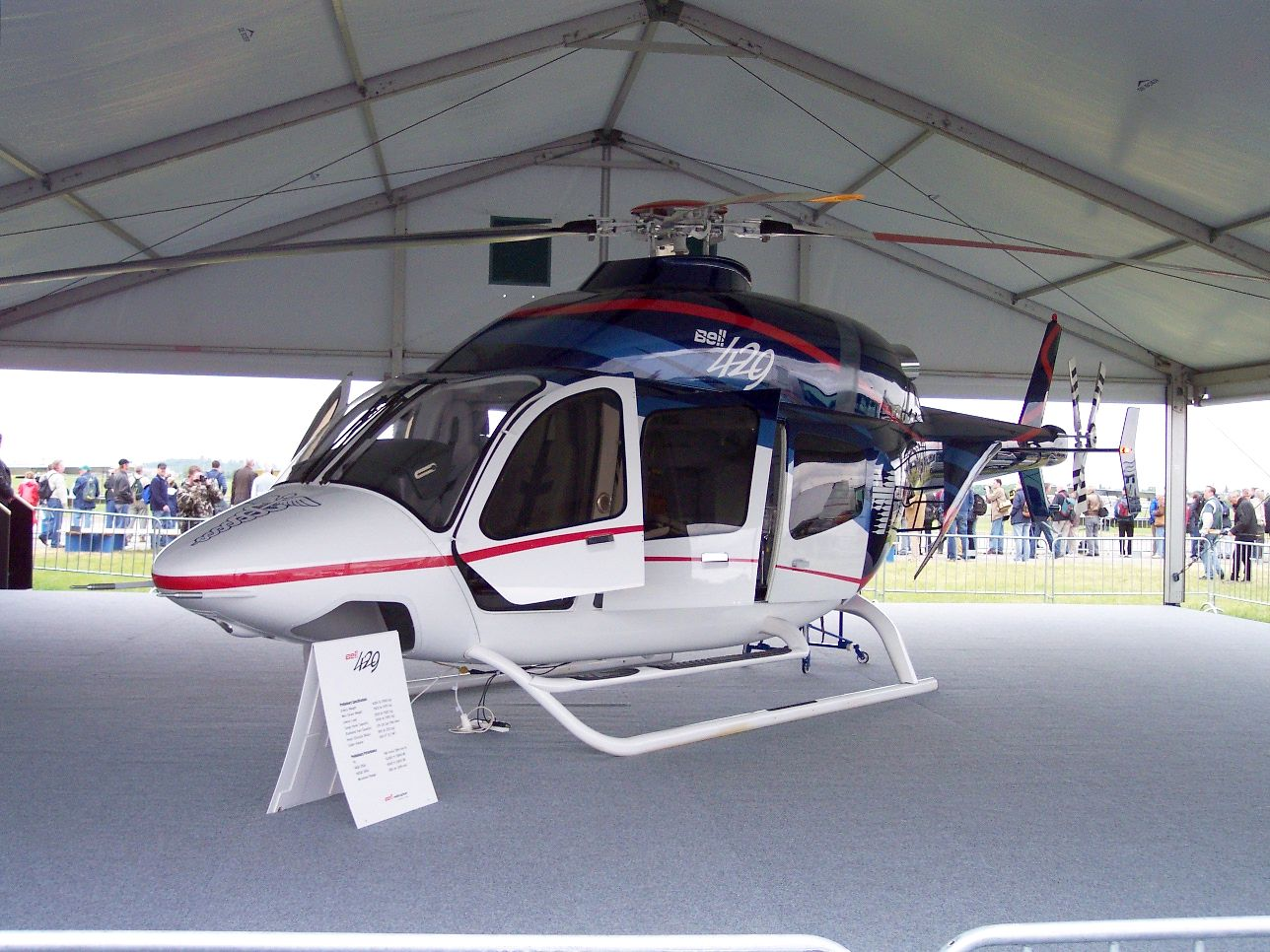
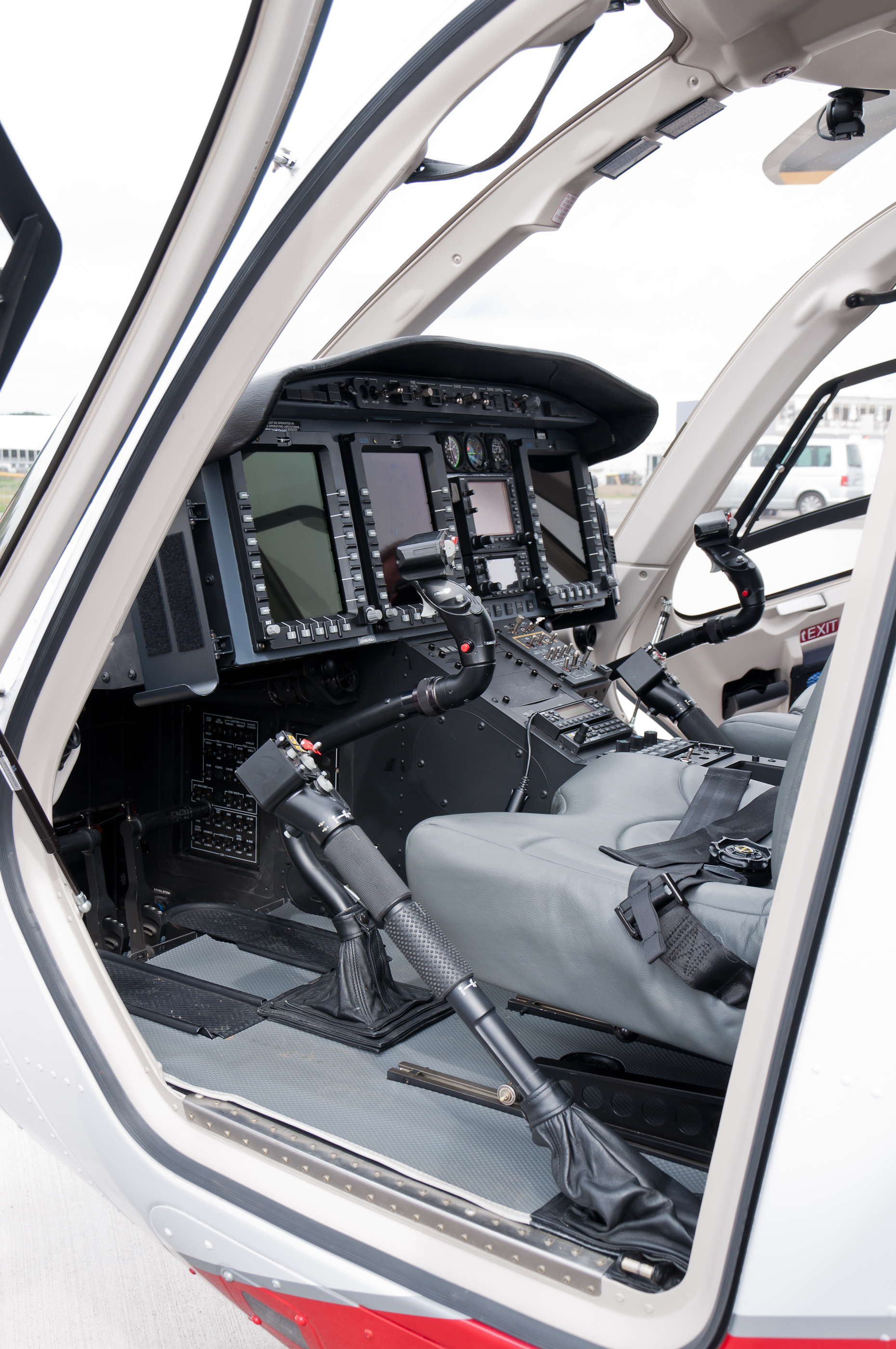
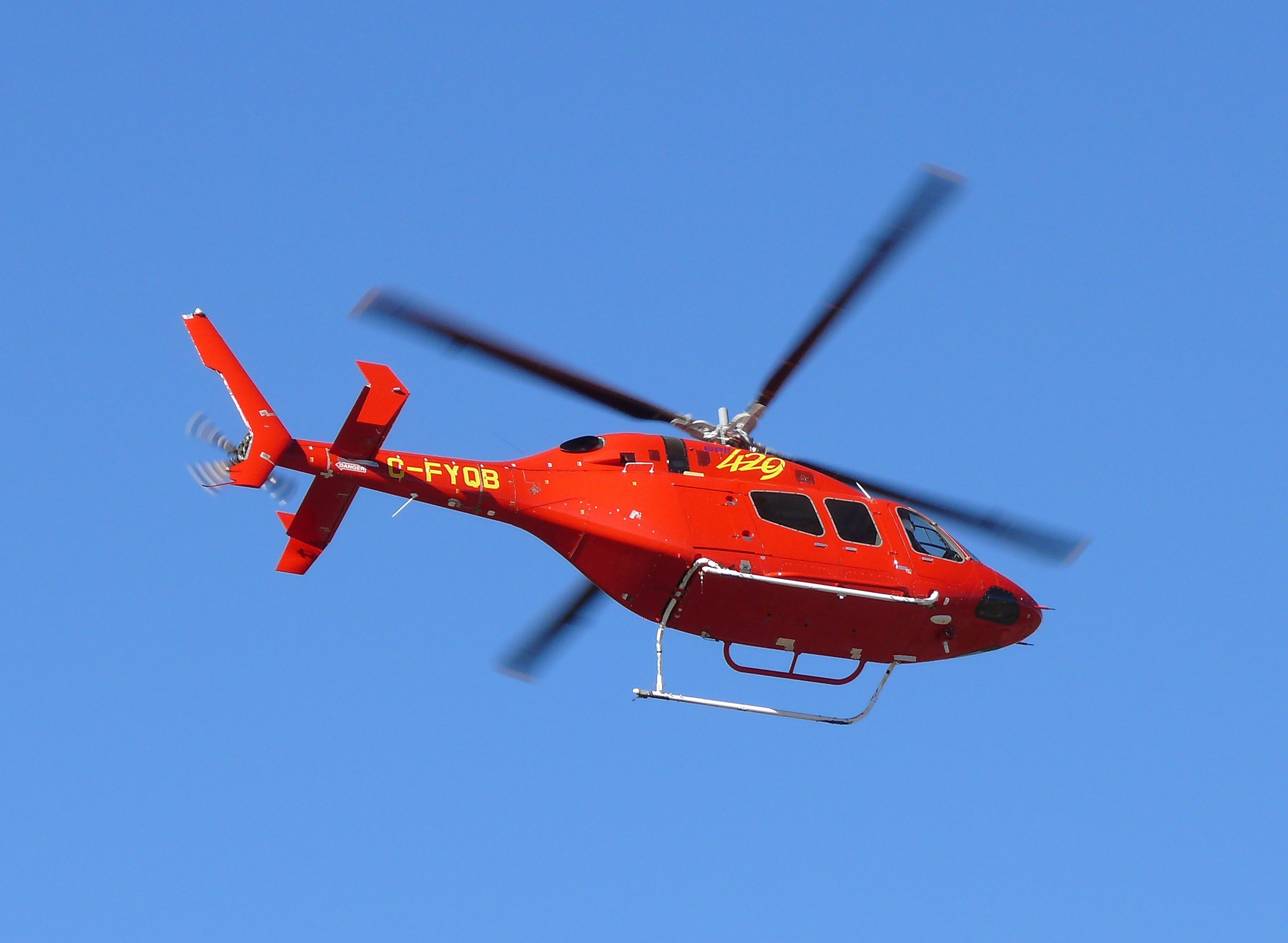

## Hélicoptères similaires
- Agusta A.109
- Eurocopter EC135
- Eurocopter EC145
- MD Helicopters MD-900

## Lien Externe
(en) site constructeur